# Granön
Granön was een Zweeds eiland behorend tot de Lule-archipel. Het eiland is inmiddels vastgegroeid aan Mulön, die op zich via Hertsön aan het Zweedse vasteland is gegroeid. De scheiding tussen Granön en Mulön is nog terug te zien in het landschap. Tussen beide eilanden zit een landtong, die groter dan wel kleiner wordt naargelang het waterpeil in de Botnische Golf. Voor het overige is Granön geheel ingesloten door water; De Mulöviken (zuiden); Granöfjord (westen), de Brändöfjärden (noorden) en de kleine Innantillfjord in het oosten.  De meren en fjorden horen voor het grootste deel tot de monding van de Altersundet.
Het eiland kent haar hoogste punt in de Granöberget, een heuvel van ongeveer 30 meter hoogte. Granön is inmiddels zover uit zee verheven, dat het een tweetal meren herbergt, die beide via rivieren hun water naar de golf laten stromen. De meren Tämbtjärnen en Granötjärnen liggen op hun beurt in een moeras; Granötjärnen ligt inmiddels 15 meter boven zeeniveau. Het eiland is grotendeels onbewoond; aan de oostkust waar vanuit het vasteland (dorp Bensbyn) te zien is liggen een aantal (zomer)woningen. In de loop van de volgende eeuwen zal een mini/eilandje aan de zuidpunt Purrgrundet definitief vastgroeien aan Granön.